# Jenny Siler
Jenny Siler, née en 1971 à New Brunswick dans le New Jersey, est une écrivaine américaine, auteur de roman policier. Elle utilise également le pseudonyme d'Alex Car.

## Biographie
Elle naît à New Brunswick dans le New Jersey puis déménage avec sa famille à Missoula dans le Montana à l'âge de cinq ans. Elle étudie à la Phillips Academy et part voyager et travailler une année en Europe, passant notamment par l'Italie, la France, la Grèce et l'Écosse.
De retour aux États-Unis, elle travaille dans une conserverie de saumon en Alaska puis passe une année à l'université Columbia qu'elle quitte par désintérêt pour les études. Elle retourne travailler en Alaska puis se décide à partir à Key West en Floride ou elle réside trois années, exerçant les métiers de femme de chambre, chauffeur de taxi, serveuse et cariste. Elle revient dans le Montana et tente de reprendre ses études dans le Missoula sans succès. Elle s'installe alors à Seattle et devient serveuse.
À la suite d'un pari, elle se lance dans l'écriture d'un roman d'amour et se découvre un talent d'écrivain. Elle signe alors le roman policier Easy Money qui est publié en 1999. Elle quitte Seattle pour le Montana et publie trois nouveaux romans sous son patronyme avant d'opter pour le pseudonyme d'Alex Carr. Elle réside actuellement à Lexington en Virginie et est écrivain à plein temps.
Deux de ses romans ont été traduits en français.

## Œuvre

### Sous le nom de Jenny Siler

#### Romans
- Easy Money (1999) Publié en français sous le titre Argent facile, traduction de France Camus-Pichon, Paris, Albin Michel, coll. Spécial Suspense, 2000, réédition, Paris, Le Livre de poche no 17224, 2002.
- Iced (2000)
- Shot (2002)
- Flashback (2004) Publié en français sous le titre Flashback, traduction de Lisa Rosenbaum, Paris, La Table ronde, 2005, réédition, Paris, Gallimard, Folio policier no 639, 2011.

#### Essai
- The Art of the Heist (2009) (avec Myles J. Connor)

### Sous le pseudonyme d'Alex Carr

#### Romans
- An Accidental American (2005)
- The Prince of Bagram Prison (2008)

## Prix et distinctions notables
- Nomination au prix Edgar-Allan-Poe 2009 de la meilleure parution en livre de poche pour The Prince of Bagram Prison.